# Świnia celebeska
Świnia celebeska (Sus celebensis) – gatunek ssaka z rodziny świniowatych. Pochodzi z wysp Indonezji. Stanowi obiekt polowań, część osobników żyjących na wolności to zdziczali potomkowie zwierząt udomowionych. Obecnie stosowane środki ochronne wydają się niewystarczające.

## Taksonomia
Nazwa rodzajowa Sus to łacińskie słowo oznaczające po prostu świnię. Z kolei epitet gatunkowy powstał przez połączenie nazwy miejsca, gdzie ssaki te żyją (Celebes), z łacińskim sufiksem ensis.
Rozmiary i inne cechy gatunku są zmienne.

## Podgatunki
Wyróżniono trzy podgatunki S. celebensis:
- S. celebensis celebensis – świnia celebeska
- S. celebensis floresianus – świnia floreska
- S. celebensis timoriensis – świnia timorska

## Morfologia
Świnia średniej wielkości, osiąga długość ciała 80-130 cm i wysokość 70 cm w przypadku wieprzy, 60 cm w przypadku macior. Masa ciała zawiera się pomiędzy 40 i 70-80 kg, przy czym obecnie zaznacza się tendencja do zwiększania rozmiarów ciała, wykryta przez porównanie ze szczątkami z jaskiń północy Celebesu.
Okrywa włosowa składa się z włosów czarnych z wmieszanymi gdzieniegdzie białymi i żółtymi. Rzadziej widuje się osobniki brązowawe i czerwonawe. Na grzbiecie widnieje ciemna pręga, a n czole kępki włosów. Okolice pyska zabarwione są na żółto. Z wiekiem postępuje "siwienie" brzusznej strony ciała, przybierającej barwę biała lub kremową.
Głowę dojrzałych samców zdobią 3 pary wyrostków. Największe, przedoczodołowe, osiągają odpowiednie rozmiary, gdy świnia liczy sobie 8 lat, jednak wszystkie powiększają wraz z wiekiem.
Krótkie kończyny podtrzymują wypukły na grzbiecie tułów zakończonym długim, zakończonym kosmykiem włosów ogonem.

## Występowanie
Zwierzę to pochodzi z Indonezji. Zajmuje obecnie większą część Celebesu. W środkowej części wyspy, na jej wschodzie i południowym wschodzie cały czas występuje obficie, podczas gdy na południu i północnym wschodzie jest rzadka. Na pobliskiej wysepce Selayar prawdopodobnie już wyginęła. Zamieszkuje za to następujące wyspy:
- Buton
- Muna
- Kabeana
- Peleng
- Lembeh
- Togian

Zwierzę zostało udomowione i dzięki ludziom rozprzestrzeniło się na nowe tereny. Udomowione świnie zamieszkują Roti i Sawu. Człowiek skrzyżował je także z dzikiem. Populacje mieszańców zajmują obecnie wyspy:
- Flores
- Timor
- Simeulue
- Seram
- Buru
- Nias

W efekcie działań ludzkich zwierzę introdukowano w Timorze Wschodnim.
Z kolei dzikie świnie z Halmahery, brane wcześniej za zdziczałą udomowioną świnię celebeską, okazały się bliżej spokrewnione z świnią nowogwinejską.

## Siedlisko
Ssaki te zamieszkują różnorodne środowiska. Żyją w równikowym lesie deszczowym, na bagnach, otwartych terenach porosłych trawą, a nawet na obszarach rolniczych. Bytują na różnych wysokościach nad poziomem morza, przy czym powyżej 1500 metrów są częstsze, niż poniżej. Dosięgają natomiast powyżej 2500 metrów nad poziomem morza, lub według innych źródeł nie przekraczają tej wysokości albo też dosięgają tylko 2300, preferując doliny.

## Behawior
Niektóre osobniki (głównie samce) prowadzą samotny tryb życia, inne zaś spędzają czas w grupach liczących do sześciu zwierząt. Jednakże badania przeprowadzone w Tanjung Peropa Wildlife Reserve dały odmienne wyniki: tamtejsze grupy liczyły do dziewięciu osobników, średnio zaś 5. Zazwyczaj grupę tworzą 1-3 dorosłych, 1-2 dorastające zwierzęta i 1-3 młode. Sądzi się, że małe stado składa się z 2-3 grup typu matka z młodymi.
Samotnie żyjące samce przejawiają agresję w stosunku do siebie. Popychają się, napierają na siebie i atakują się z otwartym ryjem.
Aktywność przypada na dzień, kiedy to grupki szukają pożywienia. Jej szczyt ma miejsce o zmierzchu i świcie.
Menu świni celebeskiej zawiera upadłe owoce, liście, korzenie, młode kiełki, a rzadziej bezkręgowce (w tym owady), drobne kręgowce i padlinę. Nie gardzą orzechami, ziarnami i grzybami.
Jak jego bliscy krewniacy, zwierzę lubi tarzać się w błocie. Ryjąc w ziemi, użyźnia ją.
Część zwierząt wiedzie na wpół dziki tryb życia, za dnia poszukując pożywienia na własną ręką, w nocy wracając w pobliże siedzib ludzkich.

## Rozmnażanie
Nie prowadzi się badań nad zachowaniami rozrodczymi gatunku, choć planuje je IUCN. Sądzi się, że przebiega ono podobnie, jak u innych świniowatych, u których stwierdza się poligamię, uczestnictwo w rozrodzie jedynie samców, które osiągnęły odpowiednią wielkość, pokrywających kilka samic. Uważa się też, że występujące u wieprzów tego gatunku brodawki mogą pełnić rolę w wabieniu wybranki lub odstraszaniu rywali. Tezy tej nie poparto na razie badaniami naukowymi.
Cykl owulacyjny trwa 3 tygodnie, obejmując tylko 2-3 dni płodne.
Na samca przypada 1,7 samicy. Parzenie się zachodzi w lutym, urodziny natomiast w kwietniu i maju, po trwającej 100-140 dni ciąży. Na świat przychodzą zwykle 2-3 młode, choć zdarza się i 8. Maciora buduje sobie wtedy gniazdo – dwumetrowy w przekroju lej w ziemi, wymoszczony roślinnością. Nowo narodzone prosięta posiadają charakterystyczne pasy idące wzdłuż grzbietu, przy czym pomiędzy sześcioma jasnymi biegnie pięć ciemnych. Grają one rolę kamuflażu. Masa noworodków jest zróżnicowana – mogą ważyć 0,5 kg, jak i 1,5 kg. Są kiepsko rozwinięte i niezdolne do samodzielnego życia. Przez pewien czas pozostają w gnieździe, otoczone troskliwą opieką maciory. Matka karmi je mlekiem przez 3-4 miesiące. Ojciec nie bierze udziału w ich wychowaniu. Pozbywają się pasów na grzbiecie, osiągnąwszy pół roku. Samica rodzi następny miot w kolejnym roku. W rodzinie świniowatych poprzedni miot zwykle usamodzielnia się jeszcze przed przyjściem na świat nowego, jednakże więź młodych samiczek z matką trwa dłużej, niż jej synów. Choć brakuje na to dowodów, sądzi się, że relacje córki z matką nie kończą się z odstawieniem. Widywano stada kilku samic z młodymi, ale trudno jest ustalić ich wzajemne pokrewieństwo.
Warchlaki szybko, w wieku kilku miesięcy, osiągają dojrzałość płciową. Osiągnięcie jej nie oznacza od razu przystąpienia do rozrodu, albowiem samice zazwyczaj kończą półtora roku, nim biorą udział w przedłużaniu gatunku. Płeć męska nie przekazuje swych genów następnemu pokoleniu jeszcze dłużej. Jak wcześniej wspomniano, do rozrodu mogą przystąpić tylko samce, które osiągnęły już odpowiednie rozmiary, zazwyczaj mające skończone 5 lat.
Na wolności maksymalna długość życia osobnika wynosi co najmniej 9 lat, prawdopodobnie więcej niż 10.

## Genetyka
Badania nad chromosomami świni celebeskiej, dzika i świni brodawkowatej (Sus verrucosus) ujawniły między innymi tak samą ilość chromosomów 2n=38, ale też różnice w wielkości 10. pary pomiędzy dwoma pierwszymi i ostatnim z wymienionych. Z kolei summetacentryczny chromosom Y u świni celebeskiej i brodawkowatej jest większy, niż u dzika. Chromosomy te różnią się także wzorami pasków po zabarwieniu.

## Drapieżnicy
Jedynym drapieżnikiem zagrażającym opisywanemu świniowatemu w naturze jest pyton siatkowy. Znacznie bardziej zagraża jej natomiast presja ze strony człowieka.

## Status i ochrona
Zagrożeniem dla gatunku są polowania na mięso. Poza tym deforestacja, imigracja ludzka i zajmowanie coraz większych terenów przez rolnictwo także wywierają nań niekorzystny wpływ. W efekcie działania człowieka do puli genowej zostały wprowadzone obce geny, przyczynił się on także do roznoszenia chorób. W efekcie zagęszczenie osobników zmienia się od 0,4-2,0 osobnika na km² na północnym półwyspie Celebesu do 5,1-14,5 osobnika na km², a według najnowszych danych nawet 23,5 osobnika na km² w Tanjung Peropa Nature Reserve na południowym wschodzie.
Liczebność obniża się. Stosowane środki ochronne nie wystarczają, kłusownictwo kwitnie. Bardziej narażone są na nie samice, co ma niekorzystny wpływ na populację. Handel utrzymuje się na niespotykanym jak dla zwierzęcia o tych rozmiarach poziomie. Wieśniacy łapią głównie małe świnki, po czym hodują je w celu samodzielnego spożycia lub sprzedania na mięso, cenione bardziej niż otrzymane ze świni domowej. Jego cena u Minahasa może przewyższać zwyczajną wieprzowinę o 20-50%. W Nowej Gwinei zanotowano nawet przypadek, gdy ciężarna kobieta karmiła świnię własnym mlekiem. Badania w trzech lokalnych sklepach ujawniły dostarczanie i zabijanie tygodniowo od 2 do 20 osobników. Monitoringiem rynku na północy Sulawesi zajmuje się Wildlife Crimes Unit Program. Jego działanie dotyczy jednak jedynie obszarów chronionych, ponieważ handel świnią celebeską pochodzącą z pozostałym miejsc jest legalny. Wszystko wskazuje na to, że w przyszłości gatunek może utracić genetyczną różnorodność lub podzielić się na niewielkie, izolowane populacje.
Świnię celebeską uważa się za szkodnika upraw, co nie zostało potwierdzone.
Zwierzę zamieszkuje miejsca chronione, jak:
- Park Narodowy Lore Lindu (2,310 km²)[2]
- Park Narodowy Bogani Nani Wartabone (2,871 km²)
- Rezerwat Morowali (2,250 km²)

Obecna sytuacja wymaga przeprowadzenia wielu badań nad biologią zwierzęcia.